# Los Gallardos
Los Gallardos es una localidad y municipio español situado en la parte central de la comarca del Levante Almeriense, en la provincia de Almería, comunidad autónoma de Andalucía. Limita con los municipios de Bédar, Antas, Vera y Turre. Cuenta con una población de 3071 habitantes (INE 2024). Por su término discurren los ríos Aguas y Jauto.
El municipio gallardero comprende los núcleos de población de Los Gallardos —capital municipal—, Huerta Nueva, La Perulaca, Alfaix, Los Collados y Almocáizar.

## Toponimia
A pesar de que el origen del nombre del pueblo se encuentra indiscutiblemente en el apellido Gallardo, existen diversas teorías sobre como se adoptó este topónimo. La tradición popular cita que los primeros colonizadores del lugar eran de una familia apellidada Gallardo. Por otra parte, hay quien cita una real cédula de Felipe II fechada en 1576 y otorgada al capitán Francisco Gallardo como el origen del topónimo.

## Geografía física
Integrado en la comarca de Levante Almeriense, se sitúa a 75 kilómetros de la capital provincial. El término municipal está atravesado por la autovía del Mediterráneo (A-7) entre los pK 514 y 525, además de por la carretera nacional N-340a, alternativa convencional a la autovía, por la carretera autonómica A-370, que permite la comunicación con Garrucha, y por las carreteras locales AL-6109, que conecta con Bédar, y AL-6111, que se dirige hacia Turre. 
El relieve del municipio está caracterizado por la transición entre las montañas del sistema Penibético (sierra de Bédar y sierra de la Alcornía) y la vega del río Aguas, que hace de límite con el municipio de Turre, y que en su trayecto recibe las aguas del río Jauto. La altitud del municipio oscila entre los 382 metros al suroeste, en la sierra de Bédar, y los 47 metros a orillas del río Aguas. El pueblo se alza a 122 metros sobre el nivel del mar.
| Noroeste: Bédar         | Norte: Antas | Nordeste: Vera |
| Oeste: Bédar            |              | Este: Turre    |
| Suroeste: Bédar y Turre | Sur: Turre   | Sureste: Turre |

### Riesgos naturales
El municipio de Los Gallardos todavía no cuenta con un PTEL que cumpla con la Ley 5/2010 sobre autonomía local.

## Naturaleza
En el municipio se encuentra el Lugar de Interés Geológico Cañón Fluvial de Alfaix, que ocupa 13,29 hectáreas.
La ZEC Sierra de Cabrera-Bédar afecta a parte del municipio, concretamente el 33,7 % del municipio está bajo esta figura de protección.
Varias veredas transcurren por el municipio: Miracielos, Los Gallardos y Caramaco. Por otra parte existe el Sendero Minero Los Gallardos, PR-A 367, el Sendero de los Molinos Harineros

### Clima
El clima de Los Gallardos pertenece al Clima mediterráneo seco, con precipitaciones escasas y temperaturas suaves con ausencia de heladas. La precipitación media es de 296,6 mm, con una ausencia absoluta de precipitaciones en julio y agosto. La temperatura media es superior a 18 °C, con ningún por debajo de los 6 °C de temperatura media.

## Historia
El origen de Los Gallardos debe buscarse a comienzos del siglo XIX, aunque existen referencias a varios vecinos asentados en la zona con el apellido Gallardo ya desde el siglo XVI.
Por otro lado, se habla de la posibilidad de que fuera un capitán, de apellido Gallardo, el que se instalara en la primera casa de la zona, dando nombre al pueblo.
El actual municipio tiene su origen en el inicio de las explotaciones mineras de Sierra Almagrera a principios del siglo XIX, cuando se produce un importante aumento de población en la zona y este núcleo se va convirtiendo, poco a poco, en el más importante del término de Bédar, al que pertenecía hasta agosto de 1924.
En ese momento, y según recoge La Gaceta de Madrid (21 de agosto de 1924), Miguel Primo de Rivera decreta la formación de un municipio independiente de Bédar formado por la barriada de Los Gallardos, los Pagos de Las Pastoras, Tejera, Almansa, Rambla de Hornos, Huerta de Don Juan, Los Caparroses, Las Norias, Alfaix, Los López, Los Rodríguez, Los Llanos, Los Collados, La Perulaca y Almocaizar, siendo la primera la que ostenta la capitalidad del municipio, según Real Decreto de 17 de agosto te 1924.
Este Real Decreto vendrá provocado por la solicitud realizada por los vecinos de estos territorios para segregarse de Bédar. Segregación que viene justificada por la existencia de escuelas, comercio e industria independiente.
El florecimiento de este municipio gracias a esta actividad minera es aún hoy visible en los fragmentos del ferrocarril que unía Bédar y Garrucha, visible en la N-340 en la pedanía de la Perulaca.
Una vez esta actividad entra en crisis, será la agricultura la que mueva el motor del municipio. Desde el inicio del núcleo urbano de Los Gallardos esta actividad había sido de subsistencia, pero a partir de los años setenta con la instalación de la multinacional Pascual Hermanos, de Águilas, en el municipio, la explotación de tomates pasará a ser el inicio de las actuales grandes plantaciones agrícolas existentes.
La fábrica de harinas, una de las tres que existían en toda la provincia y que abastecía a las panaderías de toda la comarca, fue impulsada por los dos primeros alcaldes y por Martín Martínez y Francisco Alarcón.
Durante el período franquista desfilaron un total de ocho alcaldes. El primero, Juan González Molina, y el último, y el que más tiempo ha desempeñado el cargo, Martín Ruiz Hernández, que lo ostentó entre 1963 y 1978, año en el que fue relevado por su primer teniente de alcalde, Pedro Haro Gómez. Agua, luz, alcantarillado, teléfono y colegios públicos en pedanías, así como asfaltado de las calles principales del pueblo se realizaron en dicha época. Desde 1979 han sido seis los alcaldes que ha tenido el municipio

## Geografía humana

### Organización territorial
Además de la cabecera municipal, Los Gallardos cuenta también con varias entidades de población según el nomenclátor publicado por el Instituto Nacional de Estadística: Alfaix, Almocáizar, Los Collados, Huerta Nueva y La Perulaca.

### Demografía
Los Gallardos cuenta con una población de 3071 habitantes (INE 2024).
| Gráfica de evolución demográfica de Los Gallardos entre 1930 y 2021 |
| |
| Población de derecho según los censos de población del INE. Población de hecho según los censos de población del INE.Entre el censo de 1930 y el anterior, aparece este municipio porque se segrega del municipio Bédar. |

| Nacionalidad | Hombres | Mujeres | Total | %      | Proporción |
| ------------ | ------- | ------- | ----- | ------ | ---------- |
| Española     | 907     | 920     | 1827  | 61.0 % |            |
| Extranjera   | 588     | 576     | 1164  | 38.9 % |            |

Después de Huércal de Almería, Arboleas y Roquetas de Mar, Los Gallardos está en el 4.º lugar entre los municipios de mayor crecimiento demográfico de la provincia de Almería, entre 1996 y 2006, período en que su tasa de crecimiento fue de 78%. [cita requerida]
| 1,761                     | 1,738 | 1,700 | 1,798 | 1,897 | 2,067 | 2,252 | 2,583 | 2,887 | 3,126 | 3,689 |
| (Fuente: INE [Consultar]) |       |       |       |       |       |       |       |       |       |       |

### Economía

#### Evolución de la deuda viva municipal
| Gráfica de evolución de deuda viva del Ayuntamiento de Los Gallardos entre 2008 y 2019                                |
| |
| Deuda viva del Ayuntamiento de Los Gallardos en miles de euros según datos del Ministerio de Hacienda y Ad. Públicas. |

## Política
Los resultados en Los Gallardos de las últimas elecciones municipales, celebradas en mayo de 2023, son:
| Elecciones Municipales - Los Gallardos (2023) | Elecciones Municipales - Los Gallardos (2023) | Elecciones Municipales - Los Gallardos (2023) | Elecciones Municipales - Los Gallardos (2023) | Elecciones Municipales - Los Gallardos (2023) |
| Partido político                              | Partido político                              | Votos                                         | %Válidos                                      | Concejales                                    |
| --------------------------------------------- | --------------------------------------------- | --------------------------------------------- | --------------------------------------------- | --------------------------------------------- |
|                                               | Partido Popular (PP)                          | 957                                           | 72,17%                                        | 8                                             |
|                                               | Partido Socialista Obrero Español (PSOE)      | 352                                           | 26,54%                                        | 3                                             |

### Alcaldes
| Legislatura | Nombre                  | Partido Político |
| ----------- | ----------------------- | ---------------- |
| 1979-1983   | Antonio García Molina   | UCD              |
| 1983-1987   | Emilio Ruiz Ruiz        | PSOE             |
| 1987-1991   | Antonio García Crespo   | PSOE             |
| 1991-1995   | Segundo Ramírez Pérez   | PSOE             |
| 1995-1999   | Segundo Ramírez Pérez   | PSOE             |
| 1999-2003   | Segundo Ramírez Pérez   | PSOE             |
| 2003-2007   | María González Martínez | PSOE             |
| 2007-2011   | María González Martínez | PSOE             |
| 2011-2015   | María González Martínez | PSOE             |
| 2015-2019   | María González Martínez | PSOE             |
| 2019-2023   | Francisco Miguel Reyes  | Cs               |
| 2023-act.   | Francisco Miguel Reyes  | PP               |

## Servicios públicos

### Educación
El municipio cuenta con el CEIP Juan XXIII, que tiene una oferta hasta el primer ciclo de la ESO. Posteriormente el alumnado debe trasladarse al IES Alyanub de Vera para continuar con su formación obligatoria.

### Sanidad
El municipio cuenta con un consultorio, dependiente del Hospital de la Inmaculada, que da servicio de lunes a viernes, además de un consultorio auxiliar en la pedanía de Alfaix que también atiende de lunes a viernes.

## Cultura

### Patrimonio
- Iglesia de San José: Construida en 1929, destaca su artesonado de madera.[20][21]
- Conjunto de la cimbra, abrevadero y los lavaderos: Es un conjunto hidráulico de origen árabe, que era utilizado para el consumo doméstico y abrevar al ganado.[20]
- Baños de Alfaix: Comenzó a hacerse uso de los manantiales en 1914, pero de manera particular. Entre 1924 y 1950 estuvo la actividad del Balneario de Alfaix. Tenía un manantial de agua caliente y ferruginoso que se acabó secando. 100 metros más abajo, había otro manantial de agua fría sulfurada-cálcica. Una riada destruyó los baños, que acabaron siendo reconstruidos. Otra segunda riada volvió a destruirlos y no fueron más recuperados.[22]

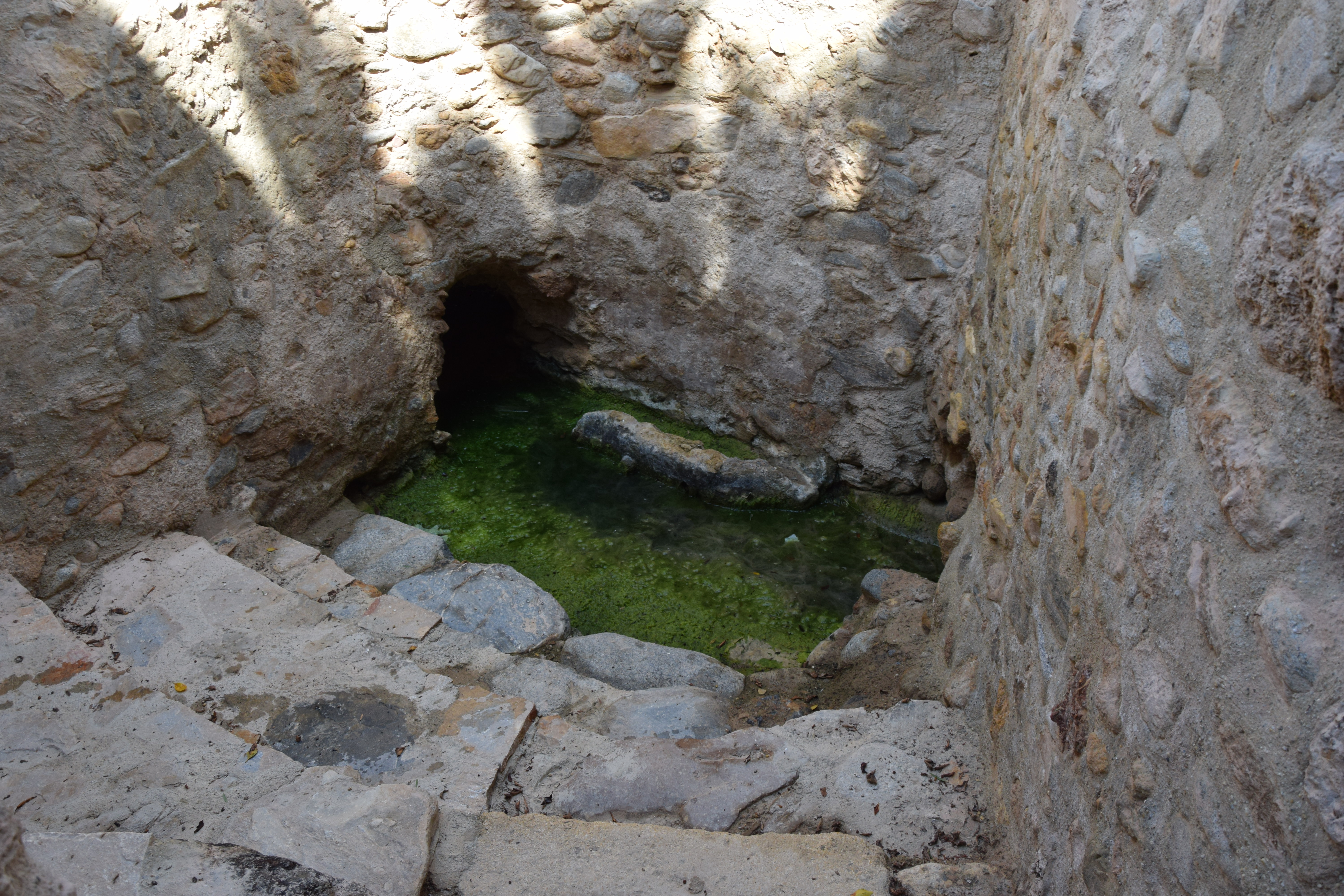
La cimbra

- Jauto-Rambla Serena, restos de una fortificación medieval[23]
- Molino de la Cueva[24]
- Yacimiento arqueológico de Alfaix[25]
- Rambla de las Norias, necrópolis tardorromana.
- Cadima, asentamiento romano y necrópolis tardorromana.[26]
- Sierra Bermeja, enterramientos megalíticos.[27]

### Patrimonio cultural inmaterial
- Día de la Vieja. Es una tradición que data del siglo XVII, consistente en una celebración en el campo acompañada de comida, juegos y canciones. En ella se fabrican unos muñecos de papel llamados viejas, las cuales son rellenadas de caramelos y se rompen. Se celebra el jueves que media la Cuaresma.[28]
- Auto Sacramental de los Reyes Magos, el 6 de enero. Se comenzó a celebrar en el siglo XIX, quedando interrumpida su celebración durante la Guerra Civil, recuperándose hasta los años 50, donde se dejó de celebrar debido a la emigración, ya que no había actores suficientes para la representación. Volvió a recuperarse en 1987. La representación consiste en un teatro religioso donde los Reyes Magos van en busca del niño Jesús. Los Reyes Magos, siguiendo la estrella, llegan al palacio de Herodes (está en la plaza), donde preguntan el paradero del Mesías. Allí, tras ser recibidos por Herodes, siguen su camino hasta la iglesia, donde se celebra una misa y se adora al Niño Jesús. El número de actores del acto oscila entre los 50 y los 80.[29][30]
- Fiesta de San Isidro, en torno al día 15 de mayo. Romería por el campo, con la imagen de San Isidro Labrador, y comida en la que participan gran número de familias del pueblo. La jornada se completa con una verbena popular en la calle Mayor, de la que disfrutamos tanto vecinos como visitantes. Esta fiesta también tiene cierta antigüedad en su celebración en Los Gallardos. Y parece lógico que así sea, cuando es San Isidro el patrón de los agricultores. Y su romería no significa otra cosa que tratar de pedir al Santo que fertilice las tierras para que las cosechas sean abundantes y generosas. Recordemos que de siempre, ha sido el trabajo en el campo la principal ocupación de los habitantes de Los Gallardos.[31]
- Fiestas patronales de la Virgen del Carmen, patrona del pueblo, en torno al 16 de julio. Son las fiestas mayores de la localidad, en las que se realizan actividades para los diferentes sectores de la población. En los últimos años se ha recuperado la tradicional carrera de cintas a caballo.
- Fiestas de San Miguel —núcleo de Alfaix—. Alfaix, pequeño pero antiguo núcleo de población enclavado en término de Los Gallardos, celebra sus fiestas alrededor del 29 de septiembre, con las que finaliza la programación estival.
- Semana del Teatro. Importante evento cultural que se celebra en los primeros días de agosto. La gran afición de Los Gallardos por el teatro se refleja anualmente en la celebración de la Semana Cultural dedicada al mismo. El municipio cuenta con varios grupos de teatro locales, tanto infantil como de adultos que ensayan durante todo el año para la representación de su obra en agosto. Participando en distintas muestras provinciales.
- Carnaval, celebrado el mismo día que el día de Andalucía, por la mañana se conmemora tal día oficial, mientras que luego se hacen degustaciones de productos típicos, y por la tarde, desfile de comparsas.[32]

### Gastronomía

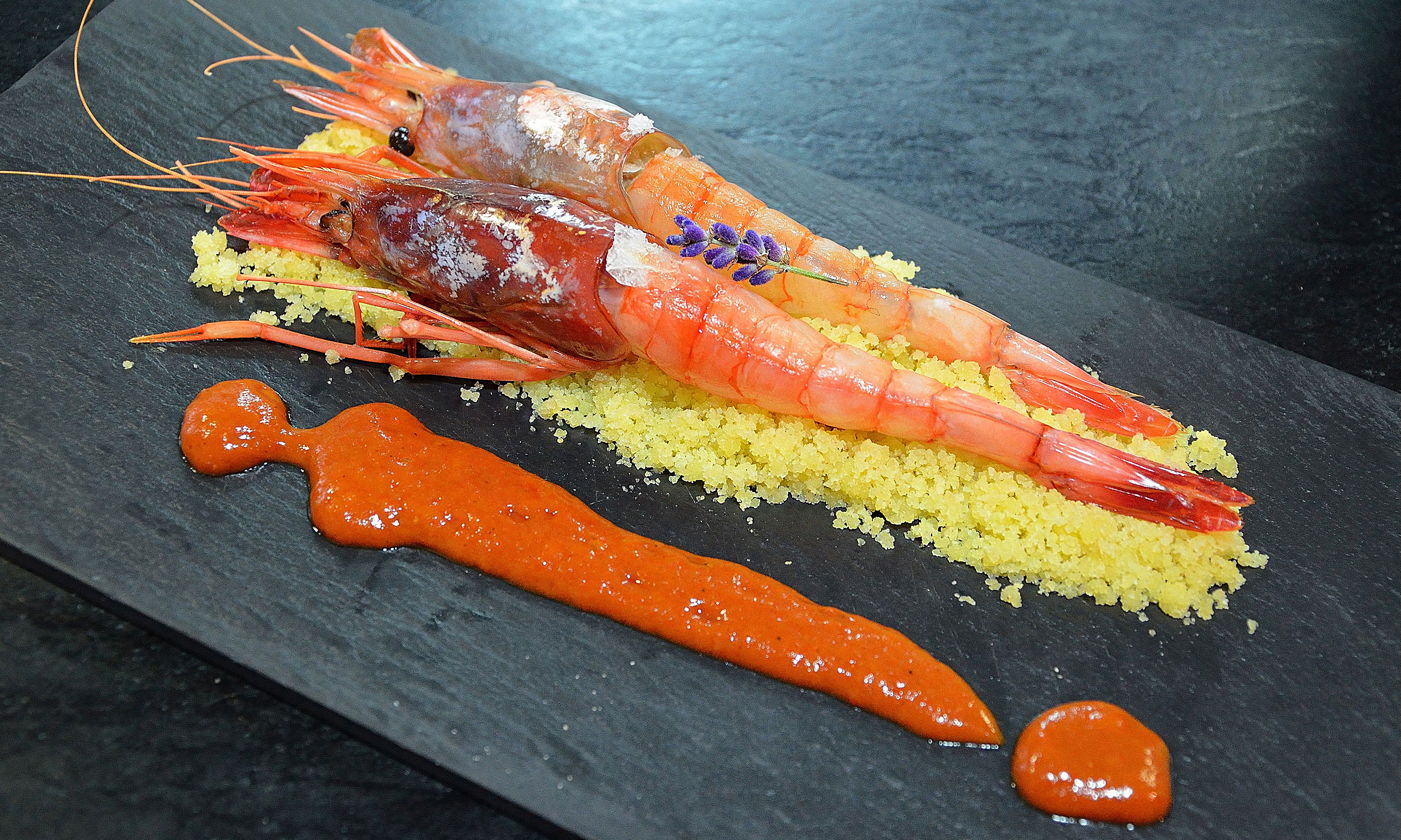
Plato de gambas rojas y migas

Situado en la comarca del Levante Almeriense, en la que destacan los productos de la pesca, como el galán, el gallo Pedro, el rape, cigala, calamar, la gamba roja, así como platos calientes como arroz con boquerones, el ajo colorao con raya, el bacalao, el atún encebollado, los calamares con ganas, la cuajadera, la coca con boquerones y la fritá del Almanzora.
Entre sus guisos destacan el guiso de pelotas.
En Los Gallardos destacan el guiso de hinojos, los potajes de trigo pelado, de acelgas, las migas, las fritada de conejo, la tortilla de collejas... y entre los dulces, gurullos, merengues, soplillos.